# Erching
Erching là một xã trong vùng Grand Est, thuộc tỉnh Moselle, quận Sarreguemines, tổng Volmunster. Tọa độ địa lý của xã là 49° 06' vĩ độ bắc, 07° 15' kinh độ đông. Erching nằm trên độ cao trung bình là 330 mét trên mực nước biển, có điểm thấp nhất là 268 mét và điểm cao nhất là 392 mét. Xã có diện tích 6,76 km², dân số vào thời điểm 1999 là 473 người; mật độ dân số là 69 người/km².

## Thông tin nhân khẩu
| 1962 | 1968 | 1975 | 1982 | 1990 | 1999 |
| ---- | ---- | ---- | ---- | ---- | ---- |
| 310  | 346  | 369  | 428  | 425  | 473  |